# Aerosmith
Aerosmith är ett amerikanskt rockband från Boston, Massachusetts, grundat 1970. Den nuvarande och mest kända uppsättningen av bandet består av sångaren Steven Tyler, gitarristerna Joe Perry och Brad Whitford, basisten Tom Hamilton samt trummisen Joey Kramer. Bandet har ibland kallats "the Bad Boys from Boston" och "America's Greatest Rock and Roll Band". Deras musikstil, som har rötterna i bluesbaserad hard rock, innehåller också element av pop, heavy metal och rhythm and blues, och har inspirerat många senare rockakter. Under gruppens första år var Perry och Ray Tabano gitarrister i bandet. Den senare blev 1971 ersatt av Whitford och året därpå skrev Aerosmith under ett skivkontrakt för Columbia.
Bandet har givit ut ett antal guld- och platinacertifierade album, som började med det självbetitlade debutalbumet (1973) och Get Your Wings (1974). Med Toys in the Attic (1975) fick man ett genombrott och 1976 befäste man sin status som rockstjärnor med albumet Rocks. Ytterligare två album följde 1977 och 1979, Draw the Line och Night in the Ruts. Deras fem första studioalbum har sedan dess uppnått platinacertifikat flera gånger om. Under 1970-talet turnerade bandet i stor utsträckning och hade ett dussin singlar på Billboard Hot 100. I slutet av årtiondet var det bland de mest populära rockbanden i världen och fick en lojal fanskara, ofta kallad "Blue Army". Bandet hade dock problem med narkotikamissbruk och inre konflikter, vilket ledde till att Perry och Whitford lämnade gruppen 1979 respektive 1981. De ersattes av Jimmy Crespo och Rick Dufay. Mellan åren 1980 och 1984 hade bandet svårt att matcha sina tidigare framgångar.
Perry och Whitford återvände till Aerosmith 1984 och bandet tecknade ett nytt avtal med Geffen Records. Efter en comebackturné gav bandet 1985 ut Done with Mirrors som blev ett kommersiellt misslyckande, trots lovord från kritiker. Det var inte förrän bandets samarbete med rap-gruppen Run-D.M.C. 1986, och utgivandet av Permanent Vacation 1987 som Aerosmith återfick den popularitet de upplevt på 1970-talet. I slutet av 1980-talet och under 1990-talet hade bandet flera hits och vann ett flertal utmärkelser för musik från albumen Pump (1989), Get a Grip (1993) och Nine Lives (1997). Man hade under denna period också några av sina mest omfattande turnéer hittills. Bandet blev också ett populärkulturellt fenomen med populära musikvideor och anmärkningsvärda framträdanden i TV, film och videospel. Deras comeback har beskrivits som en av de mest spektakulära inom rockens historia. Ytterligare studioalbum följde 2001, 2004 och 2012. Efter 48 års utövande fortsätter bandet att turnera och spela in musik men har påbörjat en avskedsturné som sannolikt kommer att pågå flera år.
Aerosmith är det bäst säljande amerikanska rockbandet genom tiderna, med över 150 miljoner sålda album världen över, varav över 65 miljoner enbart i USA. Med 25 guldalbum, 18 platinaalbum och 12 album som sålt multiplatina, innehar gruppen rekordet för flest totala certifikat av ett amerikanskt band och delar rekordet för flest album som sålt multiplatina av ett amerikanskt band. Bandet har haft 21 topp 40 hits på Billboard Hot 100, nio ettor på Mainstream Rock, vunnit fyra Grammy Awards, sex American Music Awards, och tio MTV Video Music Awards. 2001 blev Aerosmith invalt i Rock and Roll Hall of Fame and Museum och fanns med både på Rolling Stones och VH1:s listor över de 100 bästa artisterna genom tiderna. 2013 blev gruppens huvudsakliga låtskrivare, Tyler och Perry, invalda i Songwriters Hall of Fame. Bland bandets mest kända låtar kan nämnas; "Dream On", "Walk This Way", "Sweet Emotion", "Dude (Looks Like a Lady)", "Cryin'" och "I Don't Want to Miss a Thing".

## Historia

### De första åren

#### 1964–1971: Början på bandet
1964 bildade Steven Tyler bandet Strangeurs, som senare bytte namn till Chain Reaction, i New Hampshire. Samtidigt spelade gitarristen Joe Perry och basisten Tom Hamilton i Jam Band (som också var kända som Joe Perry's Jam Band). Hamilton och Perry flyttade till Boston i september 1969, där träffade de trummisen Joey Kramer. Kramer kände Tyler och hade förhoppningar om att spela i ett band tillsammans med honom. Kramer, som studerade på Berklee College of Music, hoppade av skolan för att istället vara med i Jam Band.
1970 spelade Chain Reaction och Jam Band på samma konsert. Tyler älskade omedelbart Jam Bands sound och ville slå ihop de båda banden. I oktober 1970 möttes banden igen och övervägde förslaget. Tyler, som varit trummis och körsångare i Chain Reaction, vägrade att spela trummor i denna nya konstellation och kunde bara tänka sig att vara med i projektet om han fick rollen som sångare och frontman. De övriga gick med på detta, och ett nytt band föddes. Bandet flyttade in i ett hus i Boston där de skrev musik och repeterade tillsammans, samt kopplade av mellan konserter. När man försökte komma på ett bandnamn sade Kramer att han ofta skrev ordet "aerosmith" över sina anteckningsblock när han gick i skolan. Namnet hade poppat upp i hans huvud efter att ha lyssnat på Harry Nilssons album Aerial Ballet. På omslaget syns en människa hoppa ut ur ett flygplan. Inledningsvis var bandkamraterna föga imponerade då de alla trodde att han refererade till Sinclair Lewis roman Arrowsmith som de var tvungna att läsa när de gick i skolan. Gruppen bestämde sig för Aerosmith efter att Kramer förklarat hur det skulle stavas. Man övervägde också namn såsom "Hookers" och "Spike Jones".
Strax därefter anlitade bandet Ray Tabano, en barndomsvän till Tyler, som rytmgitarrist och började sedan spela live. Aerosmith spelade sin första konsert i Mendon, Massachusetts vid Nipmuc Regional High School (nu Miscoe Hill Middle School) den 6 november 1970. 1971 blev Tabano ersatt av Brad Whitford, som också gått på Berklee College of Music och tidigare var medlem i Earth Inc. Frånsett perioden mellan juli 1979 och april 1984 har bandet hela tiden bestått av Tyler, Perry, Hamilton, Kramer och Whitford.

#### 1972–1978: Skivkontrakt och de första studioalbumen
Efter att ha fått en stabil uppsättning av bandet 1971 började man få lokala framgångar med sina konserter. Inledningsvis bokades bandet via Ed Malhoit Agency, men senare tecknade bandet ett marknadsföringsavtal med Frank Connelly och så småningom säkrade man kontrakt med David Krebs och Steve Leber som managers 1972. Krebs och Leber bjöd in presidenten för Columbia Records, Clive Davis, att se bandet på Max's Kansas City i New York City. Aerosmith hade egentligen inte planerat att spela på klubben den kvällen, men betalade ur egna fickor för att få spela, och är enligt uppgift det enda bandet någonsin som betalat för att spela på Max's.

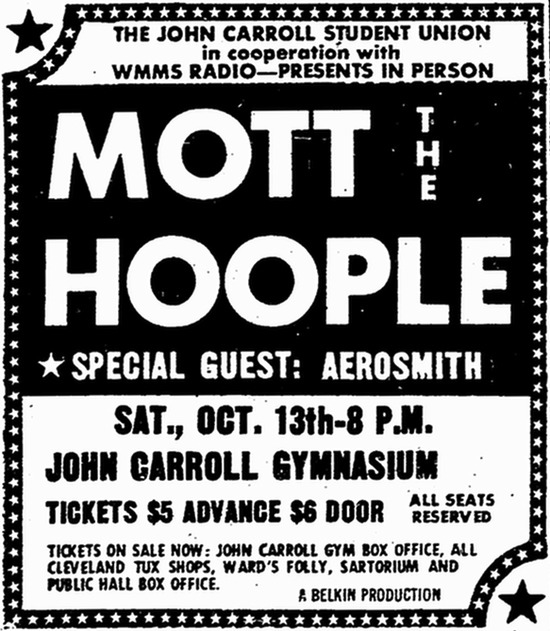
Annons för en konsert tillsammans med Mott the Hoople 1973.

Aerosmith tecknade ett avtal med Columbia i mitten av 1972 för 125 000 dollar och gav ut sitt debutalbum, Aerosmith, i januari 1973. Som bäst nådde albumet plats 166 på Billboard 200. Albumet var rakt igenom rock'n'roll med väldefinierade bluesinfluenser, som lade grunden för Aerosmiths bluesrocksound. Även om albumets högsta singelplacering var plats 59 med låten "Dream On" så har flera låtar, såsom "Mama Kin" och "Walkin' the Dog", blivit konsertfavoriter och spelas flitigt på rockradiostationer. Albumet uppnådde till en början guldstatus i USA, men har sedan sålt i över två miljoner exemplar och certifierades med dubbel platina efter bandets framgångar på 1980-talet. Efter att ha turnerat konstant gav gruppen ut sitt andra album, Get Your Wings, 1974 – det första i en serie multiplatinacertifierade album som producerats av Jack Douglas. På detta album återfinns "Same Old Song and Dance" och "Train Kept A-Rollin'", en cover som tidigare framförts av bland andra The Yardbirds. Albumet innehöll också flera fanfavoriter, däribland "Lord of the Thighs", "Seasons Of Wither" och "S.O.S. (Too Bad)". Dessa är mörkare sånger som bandet ofta spelat live. Hittills har Get Your Wings sålt i över tre miljoner exemplar i USA.
Det var dock med det tredje studioalbumet, Toys in the Attic, som etablerade Aerosmith som internationella stjärnor, och som konkurrenter med bland andra Led Zeppelin och The Rolling Stones. Gruppen hade tidigare förminskats som Rolling Stones-kopior, delvis på grund av den fysiska likheten mellan sångarna Steven Tyler och Mick Jagger, men med Toys in the Attic visade Aerosmith att man var ett unikt och begåvat band. Albumet gavs ut i april 1975 och blev en omedelbar framgång, som började med "Sweet Emotion", som blev bandets första topp 40-singel i USA. Detta följdes av en framgångsrik återutgivning av "Dream On" som nådde plats sex, och därmed blev bandets bästa singelnotering på 1970-talet. "Walk This Way", som återutgavs 1976, nådde en topp 10-placering i början av 1977. Dessutom blev låtarna "Toys in the Attic" och "Big Ten Inch Record" (en låt som ursprungligen spelades in av Bull Moose Jackson) konsertfavoriter. Toys in the Attic har kommit att bli bandets bästsäljande studioalbum i USA, med certifierad försäljning på åtta miljoner exemplar. Bandet turnerade till stöd för Toys in the Attic, och började få mer erkännande. Kring den här tidpunkten etablerade bandet sin hemmabas som "The Wherehouse" i Waltham, Massachusetts, där de senare spelade in och repeterade, samt bedrev sin affärsverksamhet.

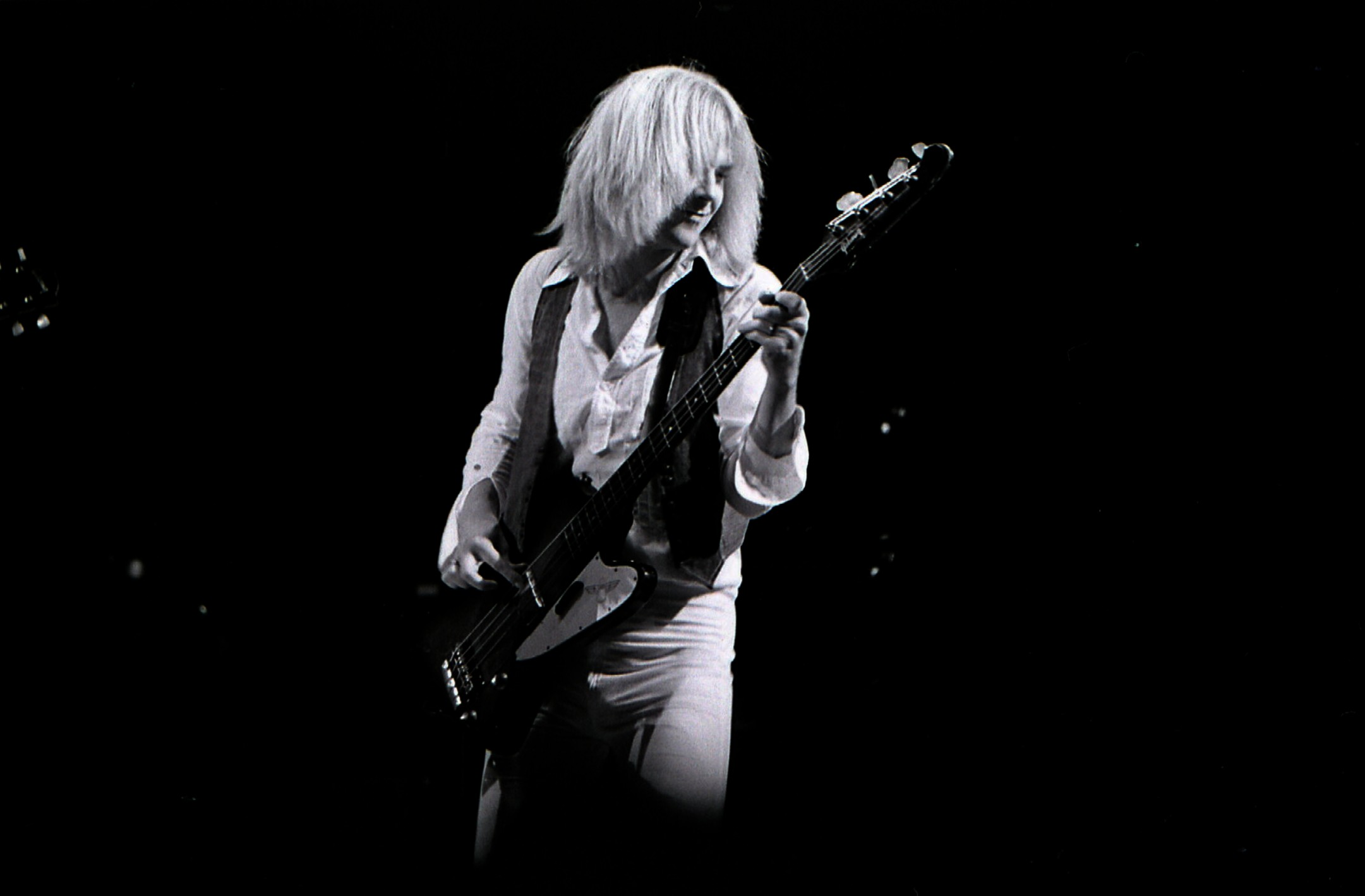
Tom Hamilton live med Aerosmith 1975.

1976 gavs Aerosmiths nästa album ut – Rocks – som fångade Aerosmiths mest råa och rockande sound. Albumet blev snabbt platinacertifierat och innehöll två topp 40-hits, "Last Child" och "Back in the Saddle", samt balladen "Home Tonight", som också tog sig in på topplistan i USA. Rocks har sålts i över fyra miljoner exemplar i USA. Både Toys in the Attic och Rocks är högt uppskattade album, särskilt i genren hard rock: de båda förekommer på listor såsom Rolling Stones "500 bästa album genom tiderna" och nämnts som inflytelserika av medlemmar från bland andra Guns N' Roses, Metallica och Mötley Crüe. Kurt Cobain listade också Rocks som ett av de album som han tyckte hade mest inflytande på Nirvanas sound, i sin dagbok runt 1993. Strax efter att Rocks givits ut, gav sig bandet ut på en omfattande turné, denna gång som huvudakt på stora arenor och rockfestivaler.
Aerosmiths nästa studioalbum gavs ut 1977: Draw the Line. Inspelningen av albumet påverkades av medlemmarnas missbruk, men har ändå några starka låtar. Både titelspåret och "Kings and Queens" tog sig in på singellistan i USA. Albumet har sålt i över två miljoner exemplar i USA, och efter utgivningen av Draw the Line turnerade Aerosmith i stor utsträckning. Drogmissbruk och turnélivet började dock påverka gruppen negativt. Tyler och Perry blev kända som "the Toxic Twins" på grund av deras ökända drogmissbruk både på och utanför scenen. Tyler hävdade senare att han spenderat 64 miljoner dollar på droger, vilket Perry kommenterade: "Det finns inte en jävla chans att du kan spendera så mycket pengar på droger och fortfarande vara vid liv. Det blir en bra rubrik - men i praktiken var det förmodligen en väldigt liten del av var vi spenderade våra pengar."
Samtidigt som man fortsatte att turnera och spela in i slutet av 1970-talet, medverkade Aerosmith 1978 också i filmen Sgt. Pepper's Lonely Hearts Club Band. Deras cover av The Beatles "Come Together", som finns med på filmens soundtrack, kom att bli bandets sista topp 40-hit i USA på nästan 10 år. Samma år gav man också ut sitt första livealbum, Live! Bootleg, som till den större delen spelades in under turnén för Draw the Line. En fristående singel, "Chip Away the Stone", gavs också ut 1978, och nådde som bäst plats 77 på Billboard Hot 100.

#### 1979–1984: Medlemsbyten och nedgång i popularitet
1979 började bandet arbeta på nästa studioalbum, Night in the Ruts. Aerosmith bestämde sig för att genomföra en turné då man tagit en paus i inspelningen av albumet, samtidigt blev stämningen i bandet alltmer spänt. Den 28 juli 1979 var gruppen huvudakt på festivalen World Series of Rock på Cleveland Stadium. Under ett gräl backstage kastade Perrys fru Elissa ett glas mjölk mot Hamiltons fru Terry. Efter konserten råkade Tyler och Perry i ett gräl då Tyler konfronterat Perry om de tidigare händelserna. Detta medförde att Perry lämnade bandet (medan Tyler i sin självbiografi hävdar att han sparkade Perry). Perry tog samtidigt med sig en del av den musik som han hade skrivit till det kommande albumet och bildade kort därefter The Joe Perry Project.
Då det fortfarande återstod arbete på Night in the Ruts, behövde Aerosmith hitta musiker som kunde ersätta Perry på de kvarvarande låtarna. Whitford tog över några av delarna och Richie Supa, bandets låtskrivarpartner sedan länge, spelade där det behövdes tills bandet kunde anlita Jimmy Crespo för att ta över Perrys plats på heltid. Night in the Ruts släpptes i november 1979, men lyckades bara sälja tillräckligt mycket för att guldcertifieras. Så småningom skulle albumet komma sälja tillräckligt många kopior för att bli certifierad platina 1994. Den enda singeln som albumet gav upphov till, "Remember (Walking in the Sand)", var en cover av The Shangri-Las och nådde som bäst plats 67 på Billboard Hot 100.
Turnén för albumet påbörjades strax därefter, men bandet spelade nu i mindre och mindre arenor än tidigare då deras popularitet började minska. Tylers drogproblem började påverka liveframträdanden och hans låtskrivande, och 1980 var han på botten när han kollapsade på scenen under en konsert i Portland, Maine och misslyckades att avsluta konserten. Samma år gav Aerosmith ut samlingsalbumet Greatest Hits. Trots att albumet initialt inte lyckades nå någon högre placering i USA blev den populär senare och har kommit att bli bandets bästsäljande album i USA, med en försäljning på över 11 miljoner exemplar. Under hösten 1980 skadades Tyler allvarligt i en motorcykelolycka, vilket gjorde att han fick ligga på sjukhus i två månader. Han kunde därefter varken turnera eller spela in, en bit in på 1981.
År 1981 började Aerosmith arbeta på sitt nästa album, Rock in a Hard Place, där de återförenades med producenten Jack Douglas. Efter att den första låten för albumet "Lightning Strikes", spelats in, lämnade Whitford bandet och bestämde sig för att bilda en duo med Derek St. Holmes, med vilken han spelade in ett självbetitlat album som dock blev ett kommersiellt misslyckande. Whitford gick senare med i The Joe Perry Project och spelade med dem 1984.
Whitford ersattes av Rick Dufay, och med Dufay i bandet gav man ut Rock in a Hard Place den 1 augusti 1982. Albumet nådde som bäst plats 32 på Billboard 200. Den tidigare nämnda "Lightning Strikes" var den enda singeln från albumet som lyckades ta sig in på en topplista i USA. Likt turnén för Night in the Ruts så kunde Aerosmith inte boka några större konsertlokaler och fick istället förlita sig på att fylla klubbar och teatrar, vilket visade sig vara svårt för gruppen. Vid en konsert i Worcester, Massachusetts, återförenades Tyler och Perry och blev höga backstage före konserten. Tyler var så påverkad att han åter kollapsade på scenen och kunde, inte heller denna gång, avsluta konserten.

### Återförening

#### 1984–1995: Återförening och storhetstid
Den 14 februari 1984 såg Perry och Whitford Aerosmith på Orpheum Theater i Boston. Kort därefter påbörjades diskussioner om att ta tillbaka de båda i bandet och flera månader senare återförenades de ursprungliga medlemmarna av Aerosmith officiellt. Tyler minns: "Du skulle ha känt upprymdheten när vi alla fem träffades i samma rum för första gången igen. Vi började skratta allihop – det var som om de fem åren aldrig hade passerat. Vi visste att vi hade gjort rätt val." Därefter inledde Aerosmith en återföreningsturné, Back in the Saddle Tour, som ledde till livealbumet Classics Live II. Konserterna på turnén var välbesökta, men flera incidenter inträffade, främst på grund av bandmedlemmarnas drogmissbruk. Deras problem kvarstod fortfarande samtidigt som gruppen undertecknade ett avtal med på Geffen Records och började jobba på ett comebackalbum. Trots att bandet skrivit på för ett nytt skivbolag, fortsatte Aerosmiths gamla skivbolag Columbia skörda fördelarna med gruppens comeback och gav ut livealbumen Classics Live! I och II och samlingsalbumet Gems.

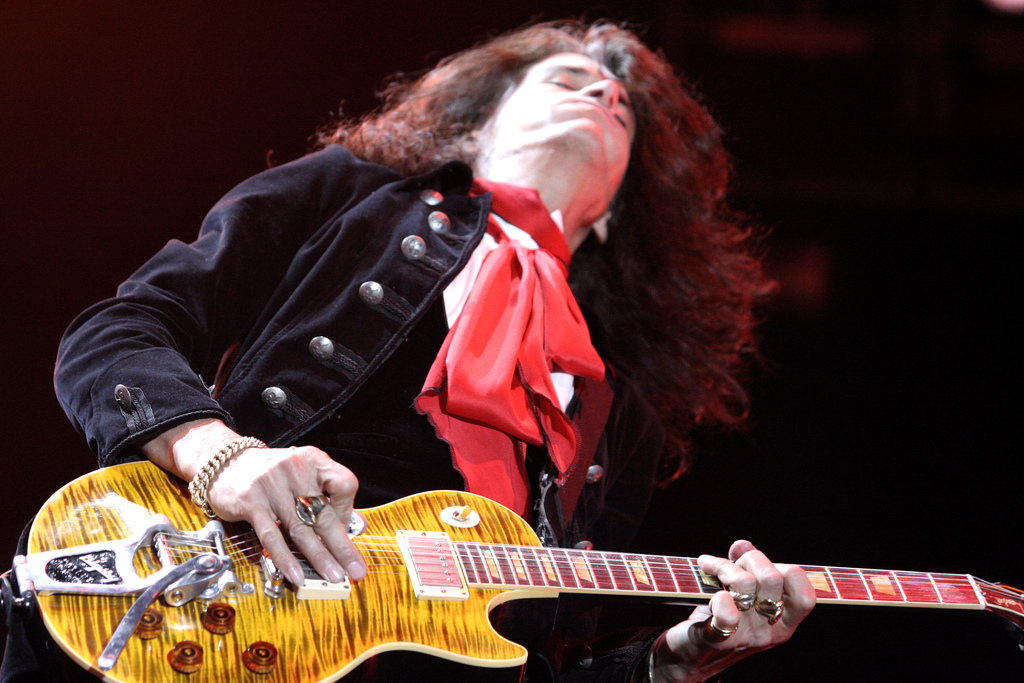
Joe Perry lämnade Aerosmith 1979, men återvände 1984.

Gruppens första studioalbum sedan återföreningen, Done with Mirrors, gavs ut 1985. Trots att albumet emottog en del positiv kritik, blev det endast guldcertifierat och man misslyckades med att producera en hitsingel eller att generera något större intresse. En av albumets låtar, "Let the Music Do the Talking", var en cover av en låt som spelades in av The Joe Perry Project. Man lyckades dock åter bli en populär konsertattraktion och turnerade med Done with Mirrors en bit in på 1986. Samma år medverkade Tyler och Perry på Run–D.M.C.:s cover av "Walk This Way", en låt som blandade rock med hiphop. Då låten nådde plats 4 på Billboard Hot 100 gjorde den – och tillhörande musikvideo – att en ny generation upptäckte Aerosmiths musik, och därmed till viss del återupplivade gruppens karriär.
Gruppen hade vid denna tidpunkt dock fortfarande drogproblem. 1986 blev Tyler inlagd på rehab på grund av sitt missbruk, efter en intervention av hans bandmedlemmar, en läkare och managern Tim Collins. Collins ansåg att gruppens framtid stod på spel om inte Tyler fick vård. De nästkommande åren genomgick även övriga medlemmar rehabilitering för drogmissbruk. Enligt gruppens självbiografi trodde Collins att han kunde göra Aerosmith till världens största band innan 1990 om alla genomgick drog-rehab. På grund av den kommersiella besvikelsen med Done with Mirrors så var nästkommande studioalbum viktig, och i takt med att bandmedlemmarna blev fria från missbruk så arbetade de hårt för att skapa ett framgångsrikt album.
Permanent Vacation gavs ut i september 1987, och med över fem miljoner sålda exemplar i USA blev det en stor hit och bandets bäst säljande album på över ett decennium. Samtliga singlar från albumet nådde topp 20-placeringar i USA; "Dude (Looks Like a Lady)", "Rag Doll" och "Angel". Tyler avslöjade i sin självbiografi att albumet var "...det första vi någonsin gjorde nyktra". Producenten Bruce Fairbairn var en del av Permanent Vacations kommersiella framgång då hans produktion (såsom ljudeffekter och högkvalitativ inspelning) höjde intresset för albumet. Även användandet av externa låtskrivare som Desmond Child, Jim Vallance och Holly Knight, som hjälpte bandet med texter, var en del av denna framgång. Gruppen var dock till en början skeptiska till att använda externa låtskrivare. Därefter påbörjades en turné tillsammans med Guns N' Roses, vilken blev svår för bandet då man kämpade med att hålla sig drogfria, samtidigt som Guns N' Roses var ökända för sitt vilda drogmissbruk.
Aerosmiths nästa album blev än mer framgångsrikt. Pump, som gavs ut i september 1989, gav gruppen tre topp 10-singlar: "What It Takes", "Janie's Got a Gun", och "Love in an Elevator". Bandet hade därmed lyckats ta sig tillbaka till toppen. Pump var en kritisk och kommersiell framgång, och sålde så småningom i över 7 miljoner exemplar i USA, och flera av albumets musikvideor spelades regelbundet på MTV. Pump rankas som det fjärde bästsäljande albumet från 1990. Bandet vann också sin första Grammy, i kategorin "Best Rock Performance by a Duo or Group with Vocal", för "Janie's Got a Gun". Dessutom vann musikvideo för "Janie's Got a Gun" två MTV Video Music Awards och rankades som en av de 100 bästa musikvideorna av Rolling Stone, MTV och VH1. Likt Permanent Vacation så producerades Pump av Bruce Fairbairn, som lade till produktionsknep såsom instrumentala mellanspel mellan låtarna för att ge albumet ett mer komplett sound, samt blåsinstrumenten som återfinns i spår som "Love in an Elevator" och "The Other Side". Rockkritiker Stephen Thomas Erlewine hävdade att Pump "frossar i [popkoncessioner] utan att någonsin tappa Aerosmiths smutsiga hårdrockkärna" och sade vidare att albumet kan rankas, tillsammans med Toys in the Attic och Rocks, som gruppens bästa. Inspelningsprocessen för Pump dokumenterades i The Making of Pump. Musikvideorna för albumets singlar återfinns på Things That Go Pump in the Night, en video som snabbt sålde platina.
Den efterföljande turnén för Pump varade i tolv månader, varav den större delen under 1990. Den 21 februari 1990 medverkade bandet i en "Wayne's World"-sketch på Saturday Night Live, där man debatterade kommunismens och Sovjetunionens fall. Man framförde också låtarna "Janie's Got a Gun" och "Monkey on My Back". Bandets medverkan i "Wayne's World"-sketchen rankades senare av E! som det största ögonblicket i programmets historia. Den 11 augusti 1990 visades bandets framträdande på MTV:s Unplugged. I oktober 1990 slutade turnén för Pump, med bandets första konserter i Australien. Samma år invaldes bandet också till Hollywood Rock Walk. I november 1991 medverkade bandet i avsnittet "Flaming Moe's" i Simpsons och man gav också ut en box med titeln Pandora's Box. I samband med utgivandet av Pandora's Box, blev "Sweet Emotion" remixad och gavs på nytt ut som singel, och en musikvideo skapades för att promota singeln. 1991 framförde bandet också "Dream On" med Michael Kam's Orchestra till MTV:s 10-årsjubileumsspecial; detta framträdande användes som officiell musikvideo för låten. 1992 gästade Tyler och Perry Guns N' Roses under en konsert i Paris, där man medverkade på låtarna "Mama Kin" och "Train Kept-A Rollin".
Bandet tog en kort paus innan inspelningarna av uppföljaren till Pump påbörjades 1992. Trots betydande förändringar inom mainstreammusik i början av 1990-talet var Get a Grip lika framgångsrikt kommersiellt och blev bandets första album att debutera som nummer 1 i USA, och såldes i över 7 miljoner exemplar på två och ett halvt år. De första singlarna var de hårda rocklåtarna "Livin' on the Edge" och "Eat the Rich". Många kritiker var dock inte särskilt imponerade av de efterföljande powerballaderna, som dock visade sig bli stora succéer alla tre; "Cryin'", "Crazy" och "Amazing". I musikvideorna medverkade skådespelerskan Alicia Silverstone; hennes provocerande agerande gjorde att hon kallades "the Aerosmith chick" under den första halvan av decenniet. Tylers dotter Liv Tyler medverkade också i videon till "Crazy". Get a Grip har sålt i över 20 miljoner exemplar världen över och bandet vann två Grammy Awards för låtar från albumet, i kategorin "Best Rock Performance by a Duo or Group with Vocal" för "Livin' on the Edge" 1994 och "Crazy" 1995.
Under produktionen av Get a Grip tog skivbolaget och gruppens management in en rad professionella låtskrivare som bidrog till att göra nästan samtliga låtar på albumet mer kommersiellt attraktiva. Detta var en trend som höll i sig fram till början av 2000-talet. Under 1990-talet anklagades dock bandet för att ha sålt ut sig, på grund av dessa låtskrivare. Förutom Aerosmiths 18 månader långa världsturné för Get a Grip, gjorde bandet också ett antal saker för att marknadsföra sig själva och albumet till en yngre publik; man medverkade i filmen Wayne's World 2 där man framförde två låtar, gruppen medverkade också i spelen Revolution X och Quest for Fame. Dessutom gjorde Aerosmith ett framträdande på Woodstock '94, och låten "Deuces Are Wild" var med på samlingsalbumet Beavis och Butt-head Experience. 1994 öppnade bandet sin egen klubb, The Mama Kin Music Hall, i Boston. Samma år gavs samlingsalbumet Big Ones ut, som innehöll de största hitsen från Permanent Vacation, Pump och Get a Grip. Även "Deuces are Wild" och två nya låtar, "Blind Man" och "Walk on Water", återfanns på albumet.

#### 1996–2002:Nine Lives, "I Don't Want to Miss a Thing" ochJust Push Play
1991 hade Aerosmith undertecknat ett avtal värt 30 miljoner dollar för fyra album med Columbia Records/Sony Music. Vid denna tidpunkt hade bandet bara spelat in tre av sina sex album som man hade kontrakt för med Geffen Records (Done with Mirrors, Permanent Vacation, och Pump). Mellan 1991 och 1996 släppte de ytterligare två andra album för Geffen (Get a Grip och Big Ones), vilket innebar att de nu hade fem album med Geffen under bältet (tillsammans med ett planerat livealbum). Detta innebar att de nu kunde börja spela in för deras nya kontrakt med Columbia. Bandet tog semester med sina familjer innan de började arbeta på nästa album, Nine Lives. Produktionen av albumet blev svårare än föregående album; man avskedade managern Tim Collins, som enligt bandmedlemmarna nästan hade fått bandet upplöst. Albumets producent ändrades också från Glen Ballard till Kevin Shirley. Nine Lives gavs ut i mars 1997, och fick ett blandat emottagande av kritiker. Albumet nådde topp-placeringar i både USA och Finland och har sålt dubbelt platina i USA. Låtarna "Falling in Love (Is Hard on the Knees)", balladen "Hole in My Soul", och poplåten "Pink" gavs ut som singlar. Med "Pink" vann gruppen 1999 sin fjärde Grammy i kategorin "Best Rock Performance by a Duo or Group with Vocal". Albumet följdes av den över två år långa Nine Lives Tour. Flera incidenter drabbade bandet under denna turné: Tyler skadade sitt ben under en konsert och Kramer fick andra gradens brännskador då hans bil började brinna vid en bensinstation.
Mitt i motgångarna under Nine Lives-turnén släppte bandet singeln "I Don't Want to Miss a Thing", kärlekstemat till filmen Armageddon där Tylers dotter Liv innehar en av huvudrollerna. Låten skrevs av Diane Warren och blev Aerosmiths första och enda singeletta på Billboard Hot 100. Den debuterade på toppositionen och låg kvar där under fyra veckor, och blev senare nominerade till en Oscar 1999. Låten hjälpte till att öppna upp Aerosmith för en ny generation. 1998 gavs gruppen också ut livealbumet, A Little South of Sanity, med upptagningar från turnéerna Get a Grip och Nine Lives. Albumet platinacertifierades strax efter det givits ut. Bandet fortsatte med sina långa världsturnéer till stöd för Nine Lives och "I Don't Want to Miss a Thing" långt in på 1999. Den 9 september 1999 återförenades Tyler och Perry med Run–D.M.C., och gästades också av Kid Rock då man framförde "Walk This Way" på MTV Video Music Awards, som sedan följdes av Girls of Summer Tour. Därefter gjorde man en kort turné i Japan och man skrev också låten "Angel's Eye" till filmen Charlie's Angels. I december 2000 avslutade man arbetet på nästa studioalbum.
Bandet spelade på Super Bowl XXXV i januari 2001 där även 'NSYNC, Britney Spears, Mary J. Blige och Nelly medverkade på sista låten "Walk This Way".
I mars 2001 släppte bandet sitt trettonde studioalbum, Just Push Play, som snabbt sålde platina, mycket tack vare singeln "Jaded" och att titelspåret var med i en reklamfilm för Dodge. Strax efter att albumet givits ut blev gruppen invald i Rock and Roll Hall of Fame and Museum i slutet av mars 2001. Man hade blivit nominerade året därpå, dock utan att kvala in. Aerosmith är det enda bandet att bli invalt samtidigt som man hade en aktiv låt på singellistorna ("Jaded"). Senare samma år framträdde bandet under välgörenhetskonserten United We Stand: What More Can I Give i Washington, för offren och familjerna efter 11 september-attackerna. Bandet flög sedan till Indianapolis samma kväll för en konsert som ingick i Just Push Play-turnén.
I början av 2002 avslutades turnén för Just Push Play. Samtidigt spelade man in segment för bandet Behind the Music-special för VH1, som inte bara visade upp bandets historia, utan också innehöll gruppens dåvarande aktiviteter och turné. Denna special är en av få avsnitt av Behind the Music som är två timmar lång. I maj 2002 gjorde Aerosmith en cover på "Theme from Spider-Man" till soundtracket till filmen Spider-Man. Den 27 juni gjorde gruppen ett framträdande på den officiella FIFA World Cup-konserten på Tokyo Stadium, som hölls under VM i Japan/Sydkorea. Månaden därpå gav Aerosmith ut samlingsalbumet O, Yeah! Ultimate Aerosmith Hits, vilket innehöll den nya singeln "Girls of Summer". Samtidigt gav mig sig ut på en ny turné med Kid Rock och Run–D.M.C. som förband. Albumet har sedan dess platinacertifierats två gånger i USA. Gruppen hedrades av MTV och mottog deras pris mtvICON 2002. Under ceremonin framträdde bland andra Pink med "Janie's Got a Gun". Shakira framförde "Dude (Looks Like a Lady)", Kid Rock spelade "Mama Kin" och "Last Child", Train framförde "Dream On" och Papa Roach spelade "Sweet Emotion". Bland de närvarande återfanns också Metallica, Janet Jackson, Fred Durst, Alicia Silverstone och Mila Kunis.

#### 2003–2009:Honkin' on Bobooch turnéer
2003 turnerade Aerosmith tillsammans med Kiss under Rocksimus Maximus Tour, som förberedelse för deras kommande bluesalbum. De framförde också låten "Lizard Love" till filmen Rugrats i vildmarken. Albumet Honkin' on Bobo, som var utlovat sedan länge, gavs ut i mars 2004. Detta var ett album där gruppen återvände till sina rötter: man spelade in det under livesessioner, man arbetade åter med Jack Douglas och man återvände till sina bluesrötter. Albumet följdes av en live-DVD, You Gotta Move, i december 2004 taget från Honkin' on Bobo Tour.
2005 medverkade Tyler i filmen Be Cool. Samma år gav Perry ut sitt självbetitlade soloalbum. Vid 2006 års Grammy Awards blev han nominerad med låten "Mercy" för Best Rock Instrumental Performance. I oktober 2005 gav Aerosmith ut Rockin' the Joint, både på CD och DVD. Bandet gav sig ut på arenaturnén Rockin' the Joint den 30 oktober med Lenny Kravitz i USA. Bandet planerade också att följa upp turnén med ytterligare en turné med Cheap Trick, men nästan samtliga av dessa konserter ställdes in. Konserterna ställdes till en början in en och en, tills mars 2006 då det meddelades att Tyler var i behov av en halsoperation – varpå samtliga kvarvarande konserter ställdes in. Aerosmith påbörjade inspelningar av ett nytt album i maj 2006. Tyler och Perry gjorde ett framträdande i början av juli samma år tillsammans med Boston Pops Orchestra. Detta var Tyler första stora framträdande sedan han opererade halsen. Runt den här tiden tillkännagav bandet också turnén Route of All Evil Tour med Mötley Crüe, som skulle påbörjas i slutet av 2006. Den 24 augusti meddelades det att Hamilton behandlades för cancer i halsen. För att återhämta sig stod han över en stor del av turnén och ersattes temporärt av David Hull, som tidigare spelat i The Joe Perry Project. Turnén påbörjades den 5 september 2006 i Columbus, Ohio och avslutades sedan den 17 december samma år.
Den 17 oktober 2006 gavs samlingsalbumet Devil's Got a New Disguise ut. På albumet återfanns två helt nya låtar, "Devil's Got a New Disguise" och "Sedona Sunrise", som var äldre outgivna låtar som spelats in på nytt till albumet. "Devil's Got a New Disguise" nådde som bäst plats 15 på Mainstream Rock Tracks i USA. Albumet var avsett att uppfylla Aerosmiths avtal med Sony, samtidigt som man gav något nytt till fansen i väntan på det nya studioalbumet.

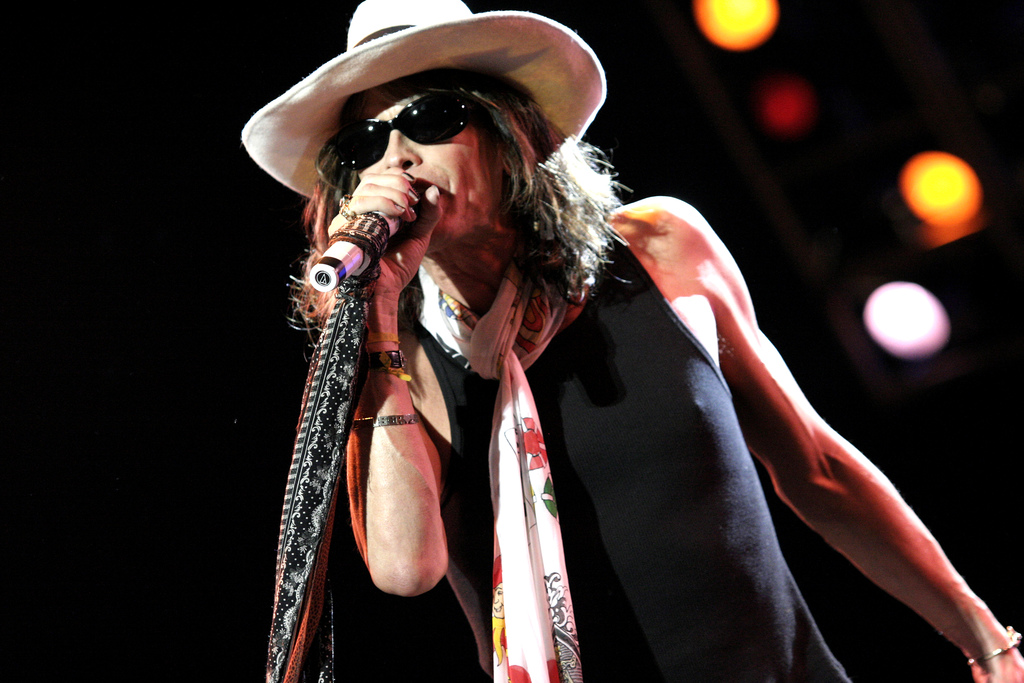
Tyler live med Aerosmith i april 2007.

I början av 2007 tillkännagav bandet en ny världsturné, deras första på nära ett decennium med konserter utanför Nordamerika och Japan. I februari 2007 gjorde gruppen ett framträdande på Hard Rock Cafe i London för att promota den Europeiska delen av turnén som innefattade en konsert på Hyde Park, som var del av festivalen Hyde Park Calling som sponsrades av Hard Rock Cafe. Under våren turnerade bandet i Latinamerika inför utsålda arenor. Under sommaren besökte man Europa, där man spelade på ett antal stora rockfestivaler och gjorde framträdanden i några länder som man aldrig spelat i tidigare. Utöver detta så spelade bandet i länder i Mellanöstern, såsom Saudiarabien och Indien för första gången. I slutet av juli samma år spelade Aerosmith på några få utvalda konserter i Kalifornien och Kanada. Den 21 juli spelade gruppen på Prince Edward Island, vilket var den största konserten i provinsens historia. Detta följdes sedan av åtta konserter i nordöstra Nordamerika i september, där Joan Jett var förband. En konsert på Hawaii ställdes in av logistiska skäl, vilket medförde att bandet hotades att bli stämda. I april 2009 gick Aerosmith med på att kompensera alla dessa biljettköpare med en gratis biljett till en ny konsert som hölls den 20 oktober 2009, tillsammans med ersättning för alla utgifter relaterade till konserten.
Den 1 november 2007 påbörjade bandet studioarbetet med det sista albumet av deras dåvarande avtal med Sony. Vid denna tidpunkt trodde man att albumet skulle komma att bestå av nyinspelningar av äldre låtar som inte kommit med på tidigare album, samt helt nya låtar. Perry avslöjade i en intervju att bandet också arbetade nära skaparna av Guitar Hero-serien för att utveckla Guitar Hero: Aerosmith, ett TV-spel med bandet musik. Spelet gavs ut den 29 juni 2008 och innehåller många av gruppens mest populära låtar. Den 4 september samma år meddelade Tyler på VH1 Classic Radio att Aerosmith hade för avsikt att gå in i studion i slutet av september 2008 för att färdigställa dess 15:e studioalbum. Han avslöjade också att det fanns planer på att påbörja en ny turné i USA i juni 2009, för att promota det då obetitlade nya albumet. Turnén skulle ha föregåtts av en konsert i Venezuela den 1 februari 2009, men konserten fick ställas in då Perry ådragit sig en knäskada. I mitten av februari samma år bekräftades det att albumet skulle komma att produceras av Brendan O'Brien och att det mest sannolikt skulle spelas in live, likt gruppens tidiga studioalbum. Trots att man hade hoppats på att färdigställa albumet innan turnén startade i juni 2009, sade Perry att gruppen "insåg att det inte fanns någon chans att få [albumet] klart innan vi ger oss ut på vägarna i sommar." Under större delen av turnén agerade ZZ Top förband.
Turnén varade i Nordamerika mellan juni och september 2009 och under de sju första konserterna spelade bandet nästan samtliga låtar från Toys in the Attic, dessutom sjöng Perry låten "Combination". Under turnén hade dock bandmedlemmarna hälsoproblem. Whitford missade de sju första konserterna då han återhämtade sig från en huvudoperation, efter att ha skadat sitt huvud då han skulle ta sig ut ur sin bil. Den 28 juni 2009, under gruppens sjunde konsert, skadade Tyler sitt ben vilket gjorde att sju konserter sköts upp. Senare tvingade Hamilton lämna turnén för att återhämta sig från en operation. Den 5 augusti 2009 föll Tyler från scenen under en konsert i South Dakota och fick föras till sjukhus. Han togs backstage innan Perry meddelade att konserten var över. Tyler förflyttades till Rapid City Regional Hospital, där han vårdades för huvud- och nackskador, samt en bruten axel. På grund av detta tvingades bandet skjuta upp fem konserter i Kanada. Den 14 augusti samma år meddelade Aerosmith att man beslutat att ställa in resten av turnén på grund av Tylers skador.
Under turnén avslutade Perry arbetet med sitt femte soloalbum, Have Guitar, Will Travel, och Kramer gav ut sin självbiografi Hit Hard.

#### 2009–2013: Fejden Tyler/Perry ochMusic from Another Dimension
Tyler drog sig ur en planerad turné i Sydamerika i slutet av 2009 och verkade ha för avsikt att ta upp soloprojekt, inklusive sin självbiografi Does the Noise in My Head Bother You?. I en intervju med Classic Rock Magazine sade han: "Jag vet inte vad jag ska göra än, men det kommer definitivt vara något med Steven Tyler: arbeta på mitt eget märke – Brand Tyler." I november 2009 sade Perry att Tyler inte hade varit i kontakt med bandet och kunde vara nära att lämna Aerosmith. Han sade vidare att resten av gruppen "letar efter en ny sångare att arbeta med." Det rapporterades att man närmat sig Lenny Kravitz för att ersätta Tyler, men att han tackat nej. Trots dessa rykten, gästade Tyler The Joe Perry Project under en konsert på Fillmore, New York samma månad. Tyler sjöng "Walk This Way" med gruppen och enligt källor som närvarade, försäkrade Tyler publiken att han inte skulle lämna Aerosmith.
Den 22 december 2009 rapporterade tidningen People att Tyler äntrat en rehabiliteringsanläggning för att få bukt med sitt beroende av smärtstillande som han tagit för sina skador på knän, ben och fötter. Dessa skador kom från alla år av turnerande. I ett uttalande sade han att han var tacksam för den stöttning han fått, är angelägen om att få ordning på saker, och är ivrig att komma tillbaka på scenen och in i inspelningsstudion med sina bandkamrater. Den 20 januari 2010 bekräftade Perry att man skulle börja leta efter en ny sångare för att temporärt ersätta Tyler. Han sade också att Tylers operation på sina ben skulle göra att han "försvann ur bilden" i upp till ett och ett halvt år, och att resten av bandet ville fortsätta turnera under tiden. Perry tillade att bandet var villigt att fortsätta arbeta med Tyler i framtiden om sångaren ville det. Som ett svar på detta hotade Tyler och hans advokat rättsliga åtgärder såvida bandet inte upphörde med att leta efter en ny sångare.

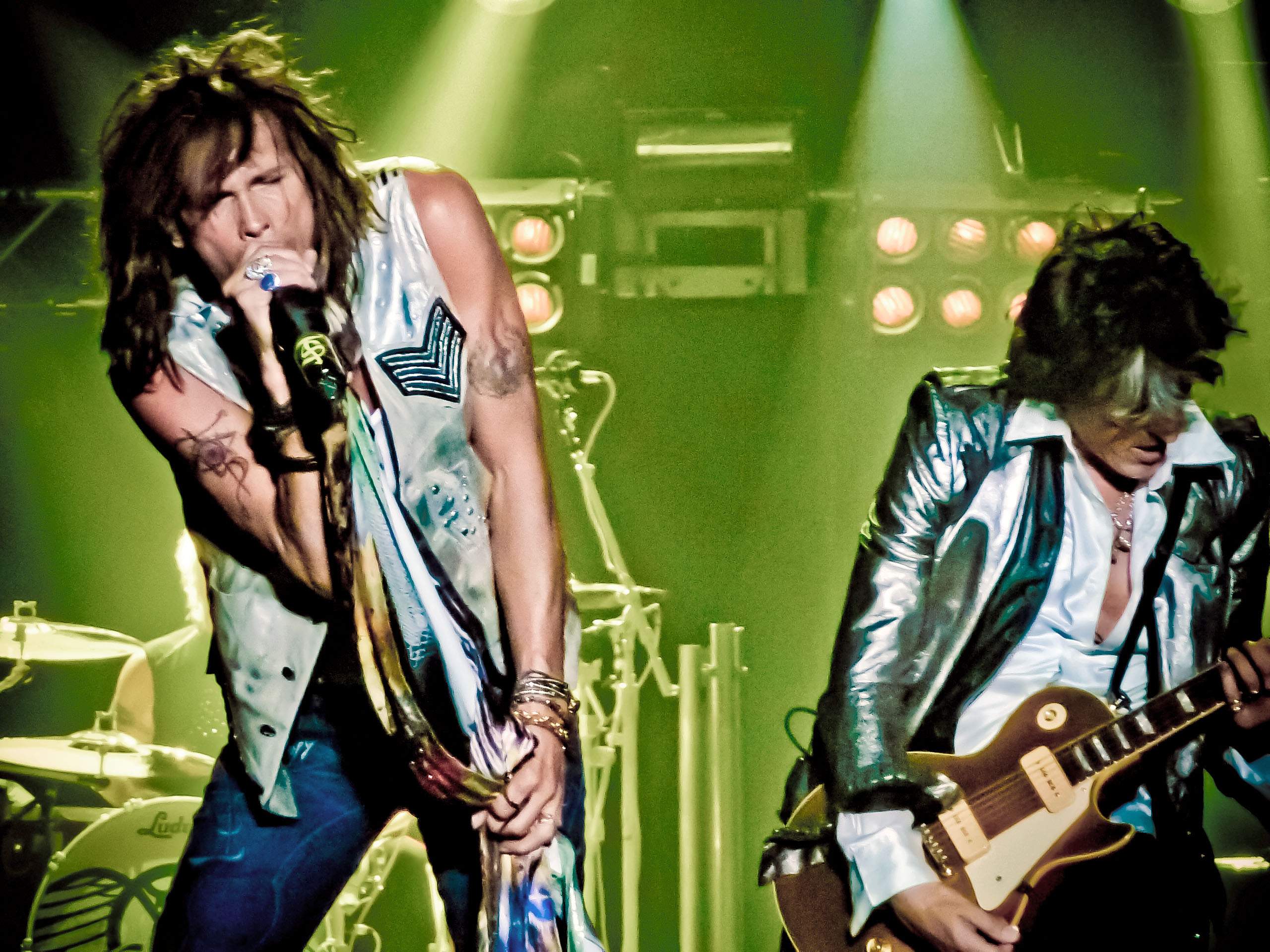
Tyler och Perry live i Nederländerna, juni 2010.

Den 15 februari 2010 meddelades det att Aerosmith skulle komma att vara huvudakt på Download Festival i England i juni samma år. Festivalen bekräftade att Tyler också skulle medverka. Detta framträdande föregicks av en konsert på Sweden Rock Festival den 10 juni. Under konserten på Download Festival firade Perry Tylers position som frontman och kallade honom "den bästa leadsångaren på planeten". Den 24 februari tillkännagav bandet ett antal konserter för den kommande turnén Cocked, Locked, Ready to Rock. Under turnén spelade bandet sju konserter i Syd- och Centralamerika i maj, följt av elva konserter i Europa i juni i början av juli. Aerosmith spelade för första gången någonsin i Colombia, Peru och Grekland under denna turné. I slutet av juli, augusti och september spelade man 24 konserter i Nordamerika. Många av dessa konserter hölls på platser som bandet ställt in 2009. Under turnén spelade man också på Fenway Park i Boston med J. Geils Band.
Problem kantade turnén i augusti 2010 då Tyler råkade slå till Perry i huvudet med sitt mikrofonstativ under en konsert i Wantagh, New York, och under en konsert i Toronto stötte Perry in i Tyler vilket gjorde att Tyler ramlade av scenen. Perry fick mindre huvudskador och Tyler hjälptes tillbaka upp på scenen av fans och Perry själv. Båda konserterna kunde fullföljas. Runt samma period blev det åter spänt mellan Tyler och Perry, på grund av Tylers planer att ingå i juryn i American Idol. Perry kritiserade Tyler då han inte konsulterat bandet innan, och sade att han "fick redan på det på internet, precis som resten av världen" och att ingen annan i bandet visste någonting om det. Den 18 augusti rapporterades det att Tyler officiellt var klar för programmet. Då Perry fick frågor om detta drygt två månader senare sade han att han förstod varför Tyler anslutit till American Idol och önskade honom lycka till. Han sade vidare att han skulle söka sig mot andra projekt – "Jag är trött på att gå omkring och vänta, så jag tackar inte nej till någonting just nu."
Samtidigt som gruppen tillkännagav turnén Cocked, Locked, and Ready to Rock Tour 2009, sa Tyler och Perry att bandet hade för avsikt att spela in ett nytt studioalbum – Aerosmiths första sedan Honkin' on Bobo 2004. Man gjorde några inspelningar med producenten Brendan O'Brien 2008, men inspelningarna stoppades på grund av Tylers sviktande hälsa. Hamilton berättade i en intervju med Boston Herald i september 2010 att Tyler trodde att han hade tid och energi att fortsätta vara frontman i Aerosmith, samtidigt som han var jury i American Idol. I början av november 2010 sa Whitford att inspelningssessionerna förmodligen skulle ta vid i Los Angeles, där American Idol spelades in, och att en världsturné skulle följa.
I en intervju publicerad av New Musical Express bekräftade trummisen Kramer att bandet hade varje intention att avsluta och ge ut bandets kraftigt försenade album under 2011. Den 18 januari 2011 sa Tyler att "Joe har några licks och jag har en massa låtar som jag skrivit för solo och/eller Aerosmith" och att bandet skulle börja förbereda albumet samma vecka. I mars samma år bekräftade gruppen ett nytt samlingsalbum, Tough Love: Best of the Ballads, som gavs ut den 10 maj 2011. Bara dagar senare, den 14 maj, tillkännagavs en Latinamerikansk turné för hösten 2011. I juni meddelade Perry att bandet skulle träffas i studion för att producera nästa album, månaden därpå. I slutet av augusti meddelades det att albumet skulle komma att ges ut kring maj 2012. Den Latinamerikanska turnén påbörjades i Lima, Peru den 22 oktober och bandet spelade sedan för första gången i Paraguay, Panama och Ecuador. Konserten i Paraguay senarelades en dag då Tyler ådragit sig skador i ansiktet efter att ha svimmat i duschen på sitt hotellrum.

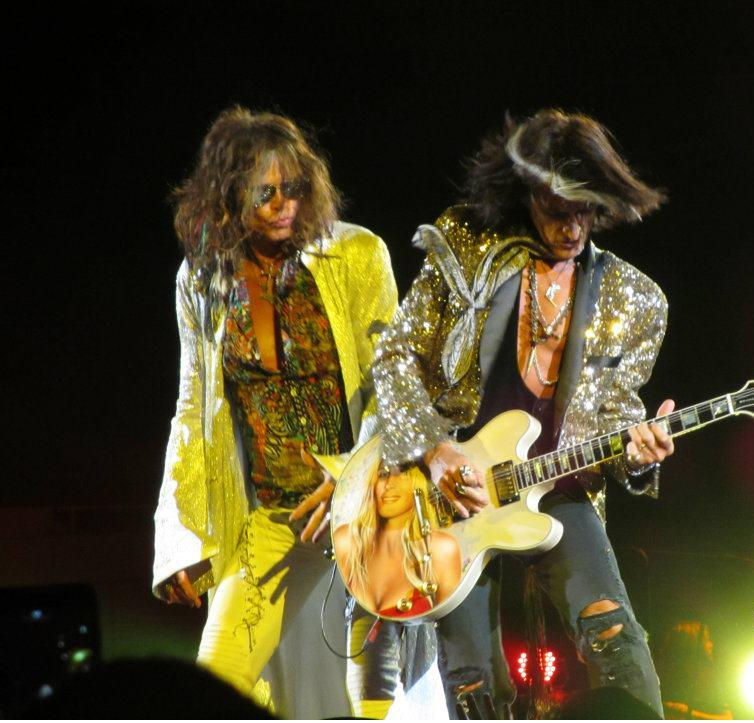
Tyler och Perry live, juli 2012.

Den 11 mars 2012 medverkade Aerosmith i ett avsnitt av 60 Minutes. I programmet återfanns väldigt uppriktiga intervjuer med bandmedlemmarna, blandat med liveframträdanden från 2011. Några av kommentarerna som bandmedlemmarna sade om varandra tycktes göra stämningen inom gruppen spänd återigen. Kort därefter överraskade dock Perry Tyler genom att framföra "Happy Birthday to You", på American Idol som en tidig födelsedagspresent till Tyler. Ytterligare några dagar senare tillkännagav bandet en sommarturné med Cheap Trick under namnet "Global Warming". Under säsongsfinalen av American Idol spelade Aerosmith sin nya singel, "Legendary Child", för första gången. Kort därefter meddelades det att deras femtonde studioalbum, Music from Another Dimension!, skulle komma att ges ut den 6 november samma år.
"Global Warming Tour" påbörjades den 16 juni 2012 i Minneapolis och tog bandet till 26 platser i Nordamerika fram till den 12 augusti samma år. Den 22 augusti gav Aerosmith ut två singlar samtidigt: rockaren "Lover Alot" och balladen "What Could Have Been Love". Innan utgivningen av albumet gjorde bandet ett framträdande på The Late Show with David Letterman och The Today Show. Tyler och Perry intervjuades också på The View. Dessutom gjorde Tyler, Perry och Whitford ett framträdande med låten "Dream On" under den TV-sända välgörenhetskonserten Hurricane Sandy: Coming Together. Dagen innan utgivningen av albumet, gav Aerosmith en utomhuskonsert framför deras gamla lägenhet på 1325 Commonwealth Avenue i Boston. Den 8 november påbörjade bandet den andra delen av Global Warming, vilken tog bandet till ytterligare 14 platser i Nordamerika, fram till den 13 december 2012.
Den 21 januari 2013 släpptes den fjärde singeln från albumet ut, "Can't Stop Lovin' You", som innehöll ett gästframträdande av Carrie Underwood. Den 20 februari meddelades det att gruppen två huvudsakliga låtskrivare, Tyler och Perry, skulle få emotta ASCAP Founders Award på samfundets Pop Music Awards den 17 april samma år. Två dagar senare bekräftades det att duon skulle komma att bli invalda i Songwriters Hall of Fame den 13 juni 2013.
I slutet av april och början av maj 2013 förlängdes turnén till Australia, Nya Zeeland, Filippinerna, Indonesien och Singapore. Detta var bandets första framträdanden i Australien på 23 år, och bandets första konserter någonsin i de fyra övriga länderna. På grund av sjukdom, missade Hamilton de tre sista konserterna i Australien och ersattes av David Hull. Den 5 maj ställde Aerosmith in deras första konsert någonsin i Indonesien på grund av säkerhetsskäl; man gick dock inte ut med några specifika skäl. Under hösten 2013 förlängdes turnén till Central- och Sydamerika, som inkluderade bandets första konserter i Guatemala, El Salvador and Uruguay. Hamilton tvingades lämna återbud till den Latinamerikanska turnén på grund av sjukdom.
I juli 2013 gav bandet ut livekonserten Rock for the Rising Sun på DVD, som också dokumenterade bandets turné i Japan 2011.

#### 2014–idag: De senaste åren
Den 21 mars 2014 tillkännagavs en ny Nordamerikansk turné, med Slash och Myles Kennedy & the Conspirators, för sommaren 2014. Denna turné föregicks av en Europeisk turné som pågick mellan den 14 maj och 2 juli. Den Nordamerikanska turnén, Let Rock Rule Tour, pågick mellan den 10 juli och den 12 september. Då Hamilton i maj samma år tillfrågades huruvida gruppen skulle ge ut ett nytt studioalbum, svarade han: "Snart hoppas jag. Men jag vet faktiskt inte vad vi gör, för vi har inte längre något skivkontrakt. Vi är klara med Columbia. Så, inget är skrivet i sten. Vi får se vad fansen vill." I en intervju med Rolling Stone om framtiden medgav Perry att "jag vet inte ens om det är rimligt att skapa nya album längre. Vi kanske bara skulle ge ut en EP var sjätte månad. Jag vet inte hur framtiden ser ut."
Den 7 oktober 2014 gav Perry ut sin självbiografi Rocks: My Life in and Out of Aerosmith, som skrevs tillsammans med David Ritz. För att promota boken gav han sig ut på en boksigneringsturné i USA under oktober månad. Den 26 februari 2015 hade gruppens film Aerosmith Rocks Donington premiär på 300 biografer i Nordamerika; konserten var filmad 2014 då Aerosmith spelade på Download Festival på Donington Park i Leicestershire, England. Den gavs senare ut på DVD och Blu-ray.
Den 31 mars 2015 meddelade Tyler att han arbetade på sitt första countryalbum. Veckan därpå rapporterades det att han skrivit på ett skivkontrakt med Dot Records. Den 13 maj gav Tyler ut den första singeln från albumet, "Love is Your Name". Han promotade låten på Bobby Bones Show, iHeartMedia, CBS This Morning, Entertainment Tonight, samt under säsongsfinalen av American Idol.

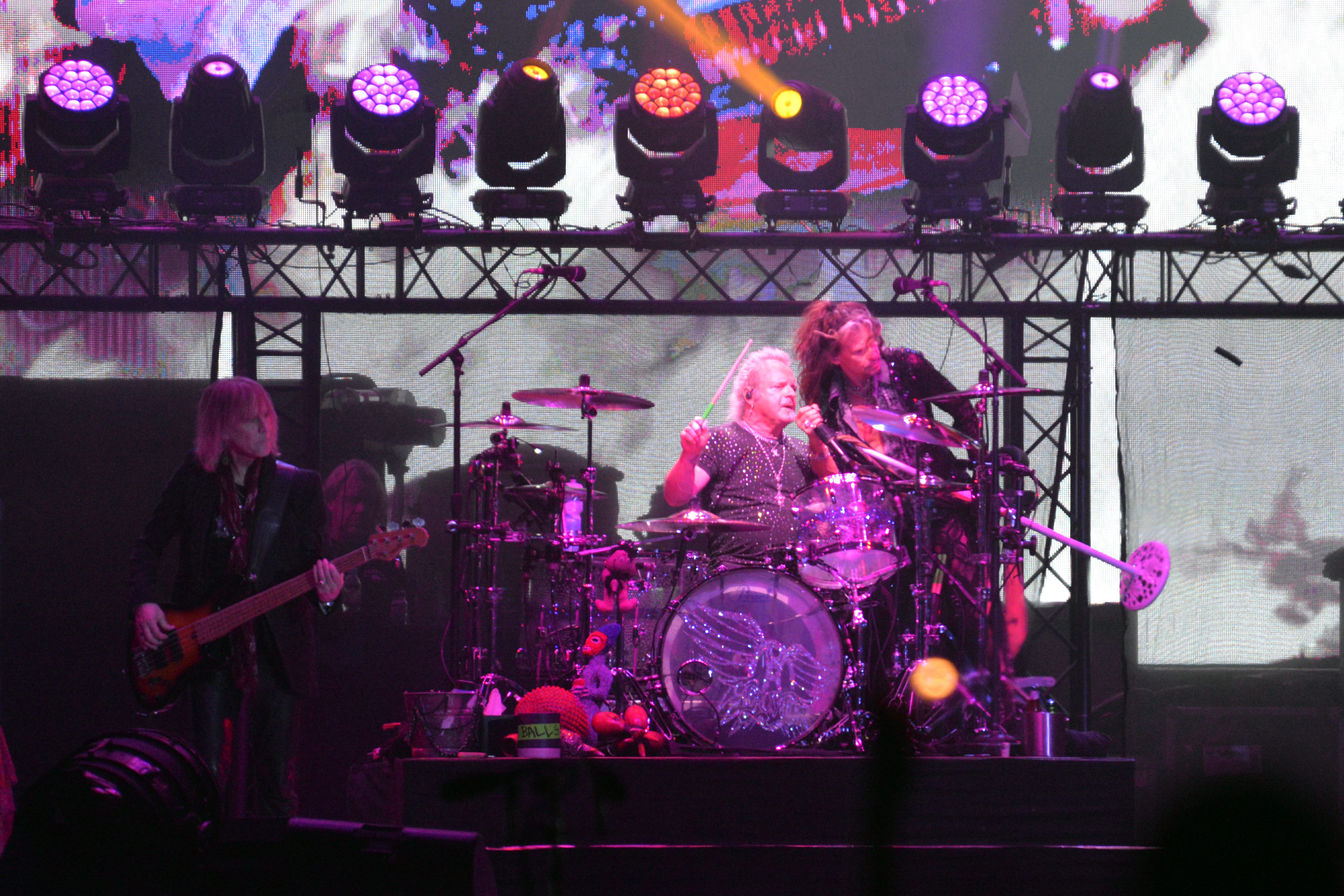
Hamilton, Kramer och Tyler live, juni 2017.

Den 10 juni påbörjade Aerosmith Blue Army Tour i Nordamerika, som varade till den 7 augusti. Gruppen spelade på mindre ställen, där vissa av städerna var städer man inte spelat i tidigare. Under denna turné spelade bandet flera mindre kända låtar från gruppens låtkatalog. Efter turnén avslutade Tyler arbetet med sitt soloalbum, We're All Somebody from Somewhere, som gavs ut den 15 juli 2016. Dessförinnan gavs en andra singel ut, "Red, White & You", i januari 2016 som sedan följdes av en tredje singel (titelspåret) i juni 2016. Under tiden arbetade Perry med Alice Cooper och Johnny Depp med sidoprojektet Hollywood Vampires, som gav ut sitt debutalbum i september 2015 och spelade på Grammy Awards i februari 2016. Whitford spelade en handfull konserter med Derek St. Holmes i november 2015 och ett nytt album med duon gavs ut under 2016. Hamilton spelade ett antal konserter med Thin Lizzy i Europa under sommaren 2016 och gästade Pearl Jam på låten "Draw the Line" under en konsert på Fenway Park i Boston den 7 augusti 2016. Kramer arbetade aktivt med sin kaffeverksamhet "Rockin' & Roastin'", som öppnade i Newry, Maine i december 2015 och på ytterligare ett ställe i North Attleborough, Massachusetts i juli 2016.
Sedan december 2015 talade Whitford, Tyler och Perry, i olika intervjuer, alla om möjligheten för en farvälturné eller en "trappa ner-turné" med start under 2017. Perry föreslog att turné skulle kunna pågå i två år, medan Tyler sade att den skulle kunna fortgå "för alltid". Whitford och Tyler diskuterade också möjligheterna att göra ett sista studioalbum.
Den 10 juli 2016 kollapsade Perry på scenen under en konsert med Hollywood Vampires på Coney Island i Brooklyn, New York. Det antas att han drabbades av hjärtstillestånd. Han återupplivades och fördes till sjukhus där han senare samma kväll snabbt uppgraderas till stabilt tillstånd. Hollywood Vampires fortsatte konserten utan Perry och fortsatte också resten av turnén, men ställde in ett framträdande på The Late Show with Stephen Colbert. Efter att ha vilat ett antal dagar, återhämtade sig Perry och återvände till turnén.
Från och med september till oktober 2016 påbörjade Aerosmith turnén Rock 'N' Roll Rumble i Latinamerika, som föregicks av ett framträdande på Kaaboo Festival i San Diego, USA den 17 september. I november samma år meddelades Aerosmith att man skulle påbörja en "farväl"-turné i Europa under våren och sommaren 2017, med namnet Aero-Vederci Baby! Turnén påbörjades i Tel Aviv, Israel den 17 maj 2017, där uppskattningsvis 45 000 biljetter hade sålts. I början av juli hade bandet avslutat den Europeiska delen av turnén, som sedan fortsatte till Sydamerika i september och oktober 2017. De sista konserterna fick dock ställas in på grund av hälsoproblem. Enligt Whitford kunde turnén sluta närsomhelst från 2017 fram till de fyra följande åren till 2021. Den 19 januari 2018 gav Perry ut soloalbumet Sweetzerland Manifesto. Han sade också att Aero-Vederci Baby!-turnén inte alls var gruppens sista turné och att bandet kommer att turnera 2019 för att fira sitt 50-årsjubileum.
Den 15 augusti 2018 medverkade Aerosmith på Today Show för att meddela en residens i Las Vegas betitlat "Deuces are Wild", en referens både till kasinospelande i Las Vegas och deras singel från 1994 med samma namn. Bandet kommer att spela 50 konserter på Park Theater på MGM Grand Las Vegas i april, juni, juli och september till december 2019, samt januari, februari, maj och juni 2020. I april 2019 ådrog sig trummisen Kramer en axelskada och tvingades avstå flera konserter. Bandet trumtekniker John Douglas ersatte Kramer. I november samma år uppgav Kramer till flera medier att han inte tilläts återvända till bandet trots att han repat sig. Bandet svarade då att Kramers trumspel inte höll Aerosmith-standard. Denna fejd kulminerade med ett antal stämningar i januari 2020, varefter Kramer förväntades uteslutas från att uppträda med bandet vid Grammy Awards 2020. I februari 2020 var han tillbaka i bandet.
I januari 2019 sade Perry att han och Tyler snart skulle påbörja inspelningar för ett nytt studioalbum. Den 14 februari 2019 skulle Aerosmith ha fått en stjärna på Hollywood Walk of Fame, men ceremonin flyttades till ett senare datum på grund av dåligt väder.
2019 tillkännagav Aerosmith en Europaturné som skulle ha ägt rum under sommaren 2020, men på grund av Coronaviruspandemin 2019–2021 ställdes dessa konserter, samt en konsert på Fenway Park i Boston för att fira gruppens 50-årsjubileum, in. Europaturnén flyttades initialt till sommaren 2021, men flyttades senare åter – denna gång till sommaren 2022.
I en intervju med Steve Gorman, tidigare trummis i The Black Crowes, frågades Whitford hur framtiden såg ut för Aerosmith. Han svarade "Jag vet inte riktigt vad de vill göra. Och jag bryr mig inte för att, ärligt talat, är jag inte intresserad längre" och hänvisade till en pågående dysfunktion inom bandet. I en podcast med Joe Bonamassa från juni 2021 talade han i liknande termer om Aerosmiths framtid: "Jag menar, jag har mina tvivel om att Aerosmith någonsin verkligen kommer att framträda igen i detta skede, eftersom åldern börjar bli en verklig faktor. Det är vad det är."
Efter att den omplanerade Europaturnén ställts in, meddelade Aerosmith i mars 2022 att Deuces Are Wild-residensen både skulle komma att fortsätta och expandera, med början i juni och pågå till och med december, tillsammans med den omplanerade Fenway Park-konserten i september. Det bekräftades också att Kramer skulle avstå från alla konserter och bandet hävdade att han skulle agna "full uppmärksamhet på sin familj under dessa osäkra tider", och att han skulle komma att ersättas av John Douglas. Den 24 maj 2022 meddelade att Aerosmith konserterna för Deuces Are Wild-residensen i juni och juli ställts in då Tyler checkat in sig på en rehabanläggning. Efter över 30 dagar på rehabilitering var Tyler tillbaka i bandet då de framträdde på Fenway Park för sin 50-årsjubileumskonsert. Man återupptog sedan sin residens i Las Vegas, från september till december 2022.

## Influenser och påverkan

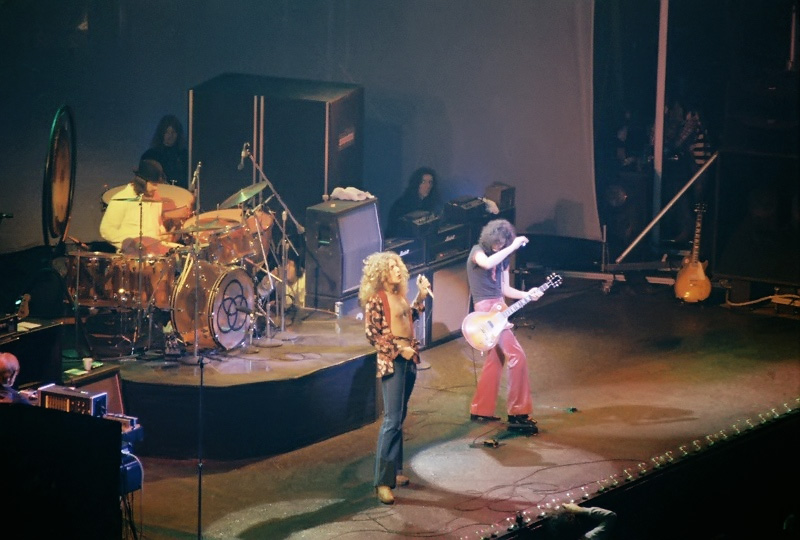
Aerosmith influerades av Led Zeppelin.

Påverkade av band såsom The Beatles, The Rolling Stones, Yardbirds, Led Zeppelin och New York Dolls, visade sig Aerosmith vara ett stort inflytande på senare framgångsrika band och musiker. Enligt Perry berättade Eddie Van Halen en gång att hans band Van Halen "började på förortsklubbar i Los Angeles och spelade Aerosmith-låtar". Aerosmiths inflytande visade sig på nästa generation hårdrocks- och heavy metal-band, såsom Mötley Crüe, Ratt, Guns N' Roses, Tesla, L.A. Guns, Cinderella, Faster Pussycat, Skid Row, Extreme, Warrant, The Black Crowes och Quireboys, samt Metallica, Metal Church och Testament. Guns N' Roses och Velvet Revolvers gitarrist Slash har sagt att Aerosmith är hans favoritband, och Mötley Crües Nikki Sixx har uttryckt massiv beundran för bandet och dess tidiga album i både The Dirt och The Heroin diaries: spillror ur ett rockstjärneliv. Medlemmar av alternativa rockband som Nirvana, Mother Love Bone, Pearl Jam, Stone Temple Pilots, Staind och Godsmack är också fans av Aerosmiths tidiga era.
Samspelet mellan Joe Perry och Brad Whitford har varit inspirerande för många band, särskilt Guns N' Roses. Perry har fått ett brett erkännande och beröm som leadgitarrist och har många gånger delat scen med Jimmy Page och Jeff Beck, som han själv angett som sina primära influenser. Han och Tyler blev tillfrågade av Page att hålla tal då Led Zeppelin blivit invalt i Rock and Roll Hall of Fame and Museum. Under ceremonin, som ägde rum 1995, gästade både Tyler och Perry bandet på scenen under ett kort framträdande. Under Becks och Metallicas induktion 2009 bjöd de in Perry och Page för att spela Yardbirds/Zeppelin/Aerosmith-klassikern "Train Kept A-Rollin'". Gruppen har också samarbetat, antingen av enskilda medlemmar eller som Aerosmith, med Alice Cooper på albumet Trash, Guns N' Roses och B'z. Aerosmith också samarbetat med populära icke-rockartister, såsom Run-D.M.C., Eminem och Carrie Underwood och gjorde ett framträdande tillsammans med *NSYNC, Britney Spears, Mary J. Blige och Nelly vid halvtidsshowen under Super Bowl XXXV. Countryartisterna Garth Brooks och Mark Chesnutt fick båda hitsinglar med covers av Aerosmithlåtar; Brooks med "The Fever" 1995 och Chesnutt gjorde 1999 en cover av "I Don't Want to Miss a Thing".
I mitten till slutet av 1970-talet var bandet enormt populära i USA och Japan, men misslyckades att göra något större intryck i Storbritannien. Trots detta var de, tillsammans med Heart, Kiss, Ted Nugent, ZZ Top och Boston, bland de mest populära rockakterna i USA i slutet av 1970-talet. Deras enorma popularitet avtog emellertid efter att Perry och Whitford lämnat bandet. Efter båda gitarristers återkomst och bandets nya nyktra tillstånd gjorde Aerosmith en anmärkningsvärt framgångsrik comeback, som en gång beskrevs som "den mest framgångsrika comeback i heavy metal-historien, om inte i hela populärmusik-historien". Både på 1970-talet och 1987-1995-eran, gav Aerosmith sig ut på långa turnéer med över 100-tals konserter. Då var huvudakt på festivaler såsom Texxas Jam 1978 och 1987, Monsters of Rock på Castle Donington, England 1990 och 1994, samt Woodstock '94.

## Medlemmar
| Nuvarande medlemmar - Tom Hamilton — basgitarr (1970– ) - Joey Kramer — trummor, slagverk (1970– ) - Steven Tyler — sång, munspel, keyboard, slagverk (1970– ) - Joe Perry — gitarr, kör (1970–1979, 1984– ) - Brad Whitford — gitarr (1971–1981, 1984– ) | Tidigare medlemmar - Ray Tabano — gitarr (1970–1971) - Jimmy Crespo — gitarr, kör (1979–1984) - Rick Dufay — gitarr (1981–1984) |

Tidslinje

## Diskografi
| Studioalbum - 1973 – Aerosmith - 1974 – Get Your Wings - 1975 – Toys in the Attic - 1976 – Rocks - 1977 – Draw the Line - 1979 – Night in the Ruts - 1982 – Rock in a Hard Place - 1985 – Done with Mirrors - 1987 – Permanent Vacation - 1989 – Pump - 1993 – Get a Grip - 1997 – Nine Lives - 2001 – Just Push Play - 2004 – Honkin' on Bobo - 2012 – Music from Another Dimension! | Samlingsalbum - 1980 – Greatest Hits - 1988 – Gems - 1991 – Pandora's Box - 1994 – Big Ones - 1994 – Box of Fire - 1995 – Pandora's Toys - 2001 – Young Lust: The Aerosmith Anthology - 2002 – O, Yeah! Ultimate Aerosmith Hits - 2004 – Greatest Hits 1973-1988 - 2006 – Devil's Got a New Disguise - 2011 – Tough Love: Best of the Ballads | Livealbum - 1978 – Live! Bootleg - 1986 – Clascic Live! Vol. I - 1987 – Classic Live! Vol. II - 1998 – A Little South of Sanity - 2005 – Rockin' the Joint - 2015 – Aerosmith Rocks Donington 2014 |

## Utmärkelser och nomineringar
Trots Aerosmiths popularitet och framgångar på 1970-talet var det inte förrän de kom tillbaka i slutet av 1980-talet och på 1990-talet som de började vinna utmärkelser och få ett stort erkännande. 1987 vann Aerosmith Soul Train Music Award för bästa Rap - Singel för "Walk This Way" med Run-D.M.C.. 1990 vann Aerosmith sin första Grammy Award för "Best Rock Performance by a Duo or Group with Vocal" och vann totalt fyra sådana utmärkelser, för "Janie's Got a Gun", "Livin' on the Edge", "Crazy" och "Pink". Endast U2 har vunnit fler Grammy Awards i samma kategori.
Aerosmiths musikvideor tilldelades många utmärkelser under 1990-talet. Bandet rankas som den nionde mest framgångsrika artisten (och den tredje mest framgångsrika gruppen) någonsin på MTV Video Music Awards, med sina tio utmärkelser. De är också den grupp som vunnit flest utmärkelser inom kategorin Best Rock Video (4) och Viewer's Choice (3). Man har också vunnit en gång i kategorierna Årets video, Bästa gruppvideo och Bästa video från en film. De videor för vilka Aerosmith har vunnit VMA:s är: "Janie's Got a Gun" (2 gånger), "The Other Side", "Livin' on the Edge", "Cryin" (3 gånger), "Falling in Love (Is Hard on the Knees)", "Pink" och "I Don't Want to Miss a Thing".
Under sin karriär (främst från 1990 och senare) har Aerosmith också tilldelats sex American Music Awards, fyra Billboard Music Awards, två People's Choice Awards, sexton Boston Music Awards och många andra utmärkelser och hedersomnämnanden. Några av de största hyllningarna Aerosmith har uppnått är bland annat induktion i Hollywoods Rock Walk 1990, en deklaration av "Aerosmith Day" i Massachusetts, som hölls av den dåvarande guvernören William Weld den 13 april 1993, induktionen i Rock and Roll Hall of Fame and Museum 2001, och mtvICON-priset 2002.
Försäljningsmässigt har bandet det näst högsta antalet singelettor på Mainstream Rock Tracks (9), och är den enda rockgruppen med en singel att gå direkt in som etta på Billboard Hot 100 ("I Don't Want to Miss a Thing"). De är den amerikanska grupp som tilldelats flest guldcertifikat, har flest certifikat (guld, platina, multiplatina) av en amerikansk grupp, och är, tillsammans med Van Halen, den amerikanska grupp som har flest multiplatinacertifikat. Från Recording Industry Association of America har Aerosmith, förutom ett diamantalbum, uppnått 25 guld-, 18 platina- och 12 multiplatinacertifikat. De har dessutom fyra guldsinglar och en digital platinasingel. Medier refererar ofta till Aerosmith, som har sålt mer än 150 miljoner album över hela världen och över 65 miljoner enbart i USA, som det bäst säljande amerikanska rockbandet.

## I andra media
Förutom att spela in och skapa musik har Aerosmith också varit inblandat i filmer, TV, TV-spel och musikvideor. 1978 spelade bandet som "Future Villain Band" i filmen Sgt. Pepper's Lonely Hearts Club Band. Senare, i slutet av 1980-talet och 1990-talet, gjorde Aerosmith ytterligare framträdanden: "Wayne's World"-sketchen på Saturday Night Live 1990, avsnittet "Flaming Moe's" av Simpsons 1991 och filmen Wayne's World 2 1993. Bandet medverkade också i John Travolta och Uma Thurman-komedin Be Cool.
Bandet har också varit med i flera TV-spel: Revolution X 1994, Quest for Fame 1995, och Guitar Hero: Aerosmith i juni 2008. Aerosmith blev den första artisten att ha ett helt Guitar Hero-spel baserat på sig själva. Guitar Hero: Aerosmith anses vara det mest sålda bandcentrerade videospelet från både Guitar Hero- och Rock Band-plattformarna. Aerosmith har också gjort över 30 musikvideor och givit ut sju hemvideor eller DVD:er.